# Richard Saunders Dundas
Pour l’article homonyme, voir Dundas.
 (mai 2016).
Si vous disposez d'ouvrages ou d'articles de référence ou si vous connaissez des sites web de qualité traitant du thème abordé ici, merci de compléter l'article en donnant les références utiles à sa vérifiabilité et en les liant à la section « Notes et références ».
Richard Saunders Dundas, né le 11 avril 1802 et mort le 3 juin 1861 à Londres, est un vice-amiral britannique.
Il s'illustre durant la Première guerre de l'opium. Il prend la succession de Charles Napier au commandement de l'escadre de la mer Baltique et participe ainsi à la guerre de Crimée. Vers la fin de sa carrière, il est First Naval Lord puis Second Naval Lord.